# Enovaljni motor
Enovaljni motor (ang. single-cylinder engine) je batni motor z notranjim zgorevanjem, ki ima samo en valj - v katerem se nahaja en bat. Uporabljajo se na skuterjih, mopedih, motornih verižnih žagah in motornih kosilnicah z nitko, go karih, na radijsko vodenih modelih in drugje. Uporabljali so se tudi v avtomobilih, traktorjih, in na supermono motociklih. Sicer so možni tudi enovaljni motorji z zunanjim zgorevanjem, npr. parni stroj ali stirlingov motor.
Enovaljni motorji so v primerjavi z večvaljnimi bolj enostavni, kompaktni in cenejši, imajo pa večje vibracije, nekoliko slabše pospešujejo zaradi velike rotacijske mase in imajo manjše razmerje moč/teža. Ker imajo samo en bat, igra pomembno vlogo vztrajnik. 